# Rodrigo Koala
Rodrigo Sanchez Galeazzi (São Paulo, 16 de janeiro de 1973), mais conhecido como Rodrigo Koala, é um cantor, compositor brasileiro, vocalista e guitarrista da banda Hateen, desde 1994.
Foi também guitarrista da banda Street Bulldogs, formada também em 1994, em São Paulo, que encerrou suas atividades em 2008.
É o principal compositor das músicas do Hateen e considerado um dos maiores hit-makers brasileiros, por ter composto músicas que fizeram grande sucesso com bandas como CPM 22, Gloria, Ira! e NX Zero.